# 岸和田紡績
岸和田紡績株式会社（きしわだぼうせき）は、かつて存在した日本の紡績会社である。1894年（明治27年）、大阪府南郡岸和田町（現在の同府岸和田市）に寺田甚与茂が設立した。1941年（昭和16年）に大日本紡績（現在のユニチカ）と合併して解散した。寺田財閥の主幹企業であり、工場労働者に多くの朝鮮人女性を使用したこと、岸和田市立自泉会館等の文化財を残したことでも知られる。

## 沿革

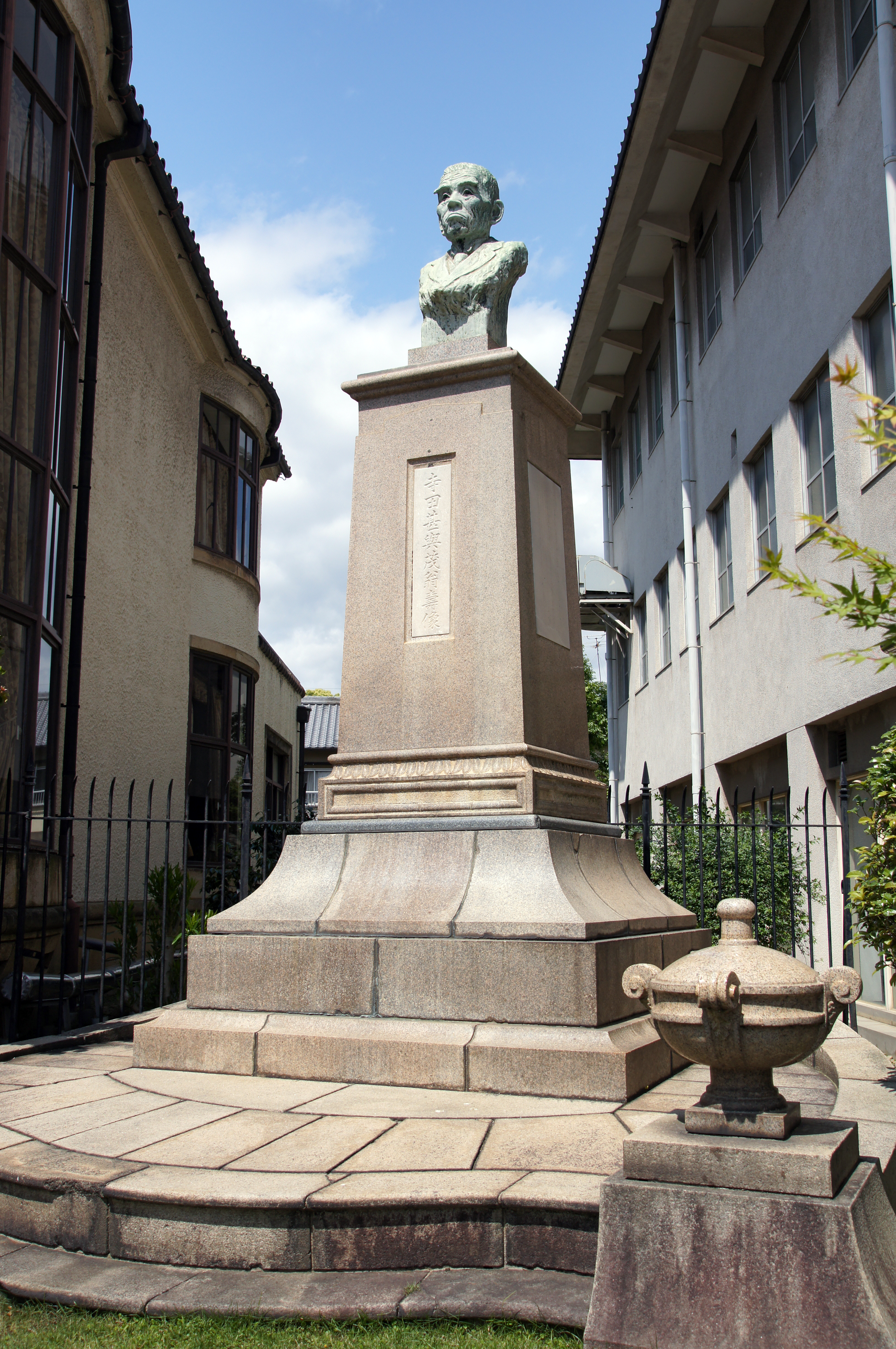
創立社長寺田甚与茂の像（岸和田市立自泉会館、2012年撮影）。

### 寺田財閥の発展
1892年（明治25年）11月1日、第五十一国立銀行（のちの五十一銀行、合併されて住友銀行、現在の三井住友銀行）を設立し、1881年（明治14年）に二代目頭取となった寺田甚与茂（1853年 - 1931年）ほか24名が連名で大阪府知事に対し設立申請を行い、同月25日に許可が下り、翌12月10日に本社および工場を起工、1894年（明治27年）1月20日に岸和田紡績株式会社として開業した。設立当初の資本金は250万円、本社は大阪府南郡岸和田町大字岸和田北935番地（現在の同府岸和田市北町18番、コープ岸和田）に定めた。甚与茂らは、1897年（明治30年）9月には、和泉貯金銀行（のちの和泉銀行、合併されて住友銀行、現在の三井住友銀行）を設立している。
1903年（明治36年）2月7日には、かつて同社発足準備段階で男女工員を研修に出した先である泉州紡績（1889年設立）を合併し、それとともにもともと官製工場であり、当時は泉州紡績が稼働していた戎島紡績所（堺紡績所）を入手、これを同社の堺工場とする。同工場の稼働により、同社の生産力は4倍に増強された。1912年（明治45年）4月23日に大阪府泉南郡麻生郷村大字津田（現在の同府貝塚市津田南町28番）で寺田甚与茂の異父弟であり、同社の取締役を務めていた寺田利吉（1857年 - 1918年）が開業した寺田紡績工廠（現在のテラボウ）は、同社とは資本関係なく、寺田利吉の独立した事業である。
1912年（大正元年）10月7日、大阪府泉南郡北掃守村大字春木（現在の岸和田市松風町10番地65号、岸和田市立春木中学校）に春木分工場を設立、社長自ら陣頭指揮を執り稼働させたが、1914年（大正3年）7月31日、火災で全焼している。しかし、即座に復興にとりかかり、同年12月1日には再稼働を実現している。1918年（大正7年）には、同社は朝鮮（現在の大韓民国）に人材を求め、朝鮮人女性を多く雇用して工場労働者とした。1922年（大正11年）7月には、春木分工場の朝鮮人女性労働者による待遇改善を求める争議行為が起こり、翌8月には本社工場に勤務する日本人労働者による争議が発生している。翌1923年（大正12年）7月23日には、和泉紡績を合併、この工場を同社の津工場としたが、同年11月には、同社のみならず寺田紡績工廠、和泉紡績を含めた大規模な争議が起きている。昭和に入ってからも、1930年（昭和5年）5月3日、堺工場で、在日朝鮮人労働者と日本人労働者の共同闘争による大規模な争議が行われたが、1か月半後の6月13日には解決した。この詳細は後述する。
1931年（昭和6年）11月23日、寺田財閥を創設した同社の初代社長・寺田甚与茂が死去、同年12月には甚与茂の長男・寺田甚吉（1897年 - 1976年）が二代目社長に就任した。甚吉は、各工場の機械設備刷新を行い、老朽化した堺工場（1870年開業）の整理を断行、1933年（昭和8年）10月5日には休止、翌年3月31日には廃止、1939年（昭和14年）10月10日には他社に売却している。1934年（昭和9年）には、大阪市東区瓦町2丁目55番地（現在の同市中央区瓦町2丁目1番1号）の三和ビルヂング内に営業所を開設、これに本店幹部を結集し、事業の効率化を図った。同営業所は、1936年（昭和11年）4月に新築した同区北久太郎町3丁目38番地（現在の中央区久太郎町2丁目5番31号）の寺田ビルヂング内に移転している。また、1932年（昭和7年）10月には、同社の倶楽部として自泉会館（現在の岸和田市立自泉会館）を建設・開館した。1938年（昭和13年）3月には、専務取締役山田宗三が三代目社長に就任している。
1940年（昭和15年）6月1日には、中華民国天津市（現在の中華人民共和国天津市）に天津工場を建設、操業開始した。同工場の視察から交渉・建設を手がけた取締役の寺田栄吉（1902年 - 1993年）が、同年12月に四代目社長に就任した。その後、創立以来の黒字経営・高配当のまま、1941年（昭和16年）7月26日、大日本紡績と正式合併、解散した。

### 合併・解散後
解散後も合併時の契約条項により、同社は解散記念事業を行い、1942年（昭和17年）3月10日には『岸和田紡績株式会社五十年史』を発行した。同年6月には、二代目社長・甚吉が岸和田市の名誉職市長に就任したが、翌1943年（昭和18年）9月には退任している。それとともに自泉会館を同年12月に岸和田市に寄付したため、同館は市の施設として現在に至っている。
同社の所有した各地の事業場は、合併とともにすべて大日本紡績の所有となったが、合併の数か月後には、本社工場・野村工場・津工場・大垣工場が閉鎖になり、春木工場も休止している。戦時体制による第2次再編成で、本社工場は逓信省海務院岸和田海員養成所（1945年3月 - 1946年3月）および海軍省艦政本部（1945年11月30日廃止）、野村工場は大日本工機、津工場は海軍航空本部（1945年11月30日廃止）にそれぞれ譲渡された。天津工場のみが、大日本紡績天津大康紗廠として稼働した。第3次再編成により、残る春木工場が東亜金属工業、大垣工場（大日本紡績大垣南工場）が揖斐川電気工業（現在のイビデン）に譲渡された。これらの再編成でいわゆる「十大紡」が形成されていく。第二次世界大戦の終了とともに、かつての岸和田紡績天津工場を含む天津地区の資産はすべて喪失された。
1996年（平成8年）10月には、同社の営業所があった寺田ビルヂング跡地に寺田ビルディング本町寺田ビルが竣工した。同ビルは、寺田ビルディング株式会社（代表・寺田冨彦）が管理している。

### 年表
- 1894年（明治27年）1月20日 - 寺田甚与茂が設立[1][2][4][5]
- 1903年（明治36年）2月7日 - 泉州紡績を合併、同社の戎島紡績所（堺紡績所）を堺工場とする[2]
- 1910年（明治43年）2月6日 - 野村分工場設立[2][3]
- 1912年（大正元年）10月7日 - 春木分工場設立[10]
- 1914年（大正3年）7月31日 - 春木分工場、火災で全焼、同年12月1日には復興・再稼働[3][10]
- 1923年（大正12年）7月23日 - 和泉紡績を合併、同社の工場を津工場とする[2]
- 1931年（昭和6年）11月23日 - 初代社長寺田甚与茂が死去、同年12月に長男寺田甚吉が二代目社長に就任[1][2][4]
- 1933年（昭和8年）10月5日 - 堺工場を休止、翌年3月31日に廃止[2]
- 1934年（昭和9年） - 大阪市に営業所を開設[1]
  - 同年7月26日 - 子会社として岸和田人絹株式会社を設立[16]
- 1935年（昭和10年）7月25日 - 大垣工場の操業を開始[2]
- 1938年（昭和13年）3月 - 専務取締役山田宗三が三代目社長に就任[12]
  - 同年9月1日 - 子会社・岸和田人絹を大日本紡績に譲渡[3]
- 1940年（昭和15年）6月1日 - 天津工場を建設・操業[2]
  - 同年12月 - 四男寺田栄吉が四代目社長に就任[3][12]
- 1941年（昭和16年）7月26日 - 大日本紡績と正式合併、解散[6][1]
  - 同年9月 - 商工省の命により、旧岸和田紡績本社工場・野村工場・津工場・大垣工場閉鎖、春木工場休止[3]

## 朝鮮人労働者と争議
前述の通り、1918年から朝鮮人労働者を積極的に雇用した同社では、1924年（大正13年）3月末時点で、本社工場に199名、野村分工場に212名、春木分工場に219名、堺分工場に96名の朝鮮人女工が在籍していた。彼らのほとんどが「事業所同居者」つまり住み込みで労働に携わっており、通勤者はわずかに本社工場に18名、野村分工場に15名、春木分工場に39名であり、堺分工場には1名もいなかった。春木工場の立地した泉南郡北掃守村大字春木、本社工場に隣接した岸和田市並松町には、同社の社宅が建てられ、多くの朝鮮人労働者もそこに生活した。1928年（昭和3年）6月末時点での岸和田市内に在住の朝鮮人は1,478名であり、うち1,253名という圧倒的多数が女性であった。
朝鮮人女工を同社が募集した理由は、第一次世界大戦による好景気により、国内の女工が不足したことが挙げられる。出身別では、慶尚南道、済州島出身者が多数を占めていたという。大阪から済州島への定期航路が設けられて2年が経過した1925年（大正14年）2月時点では、本社工場に300名、野村分工場に270名、春木分工場に500名、堺分工場に128名に朝鮮人女工の数は増えている。多くの労働者は、各工場の合宿所・寄宿舎、あるいは社宅で生活していたが、衛生環境が悪く、1926年（大正15年）7月には本社工場寄宿舎で3名のアメーバ赤痢が発生している。
1922年7月に起きた同社での最初の争議は、春木分工場の朝鮮人労働者全員（男性52名、女性219名）がストライキに参加したものであった。1928年8月6日には、本社工場約300名の朝鮮人女工のうち約100名がストライキを打ったが、同日夕刻には解決している。翌1929年（昭和4年）8月にも本社工場でストライキが行われ、これに同工場の朝鮮人女工約200名が参加した。
1930年5月3日、不況を背景にした夜業の廃止等の政策による実質賃金4割ダウンに反発した、堺工場の日本人・朝鮮人両労働者198名がストライキを決議、翌日からストライキに突入した。同月15日の堺工場襲撃、同月27日の春木工場襲撃を経て、同年6月13日に妥結、闘争は労働者側の敗北に終わっている。これがもっとも有名な「岸和田紡績堺分工場争議」である。争議終結後の同月25日付の『大阪朝日新聞』の報道では、当時の社長・寺田甚与茂が夜業を廃止して生産抑制、賃金カットを通じて「万難を排し閉鎖だけはせぬよう、食いしばる覚悟である」と述べている。
金賛汀の取材によれば、本社工場に隣接した並松町には、1919年（大正8年）前後に倒産したマッチ工場の廃墟があり、朝鮮人労働者たちはそこを占拠して住居をつくり、そこから工場に通っていた者もいたという。春木の「鮮人社宅」と呼ばれたものや、これが同社の社宅跡とともに、やがて「朝鮮町」を形成するようになったとされる。2014年（平成26年）現在の並松町は一般的な住宅街であり、同社創立者・寺田甚与茂の弟である寺田元吉が1874年（明治7年）に開業した寺田酒造有限会社、株式会社元朝も同町内に現存している。

## 事業場
- 大阪営業所

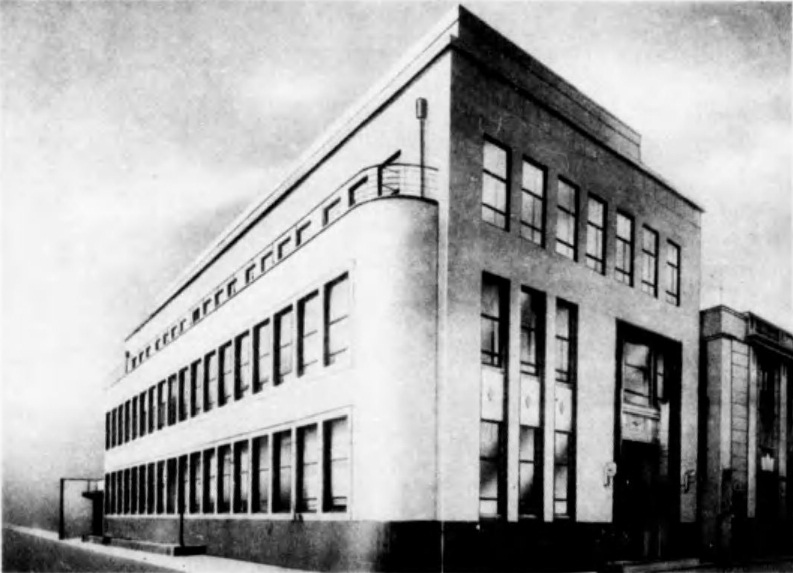
寺田ビルヂング（1936年築）。

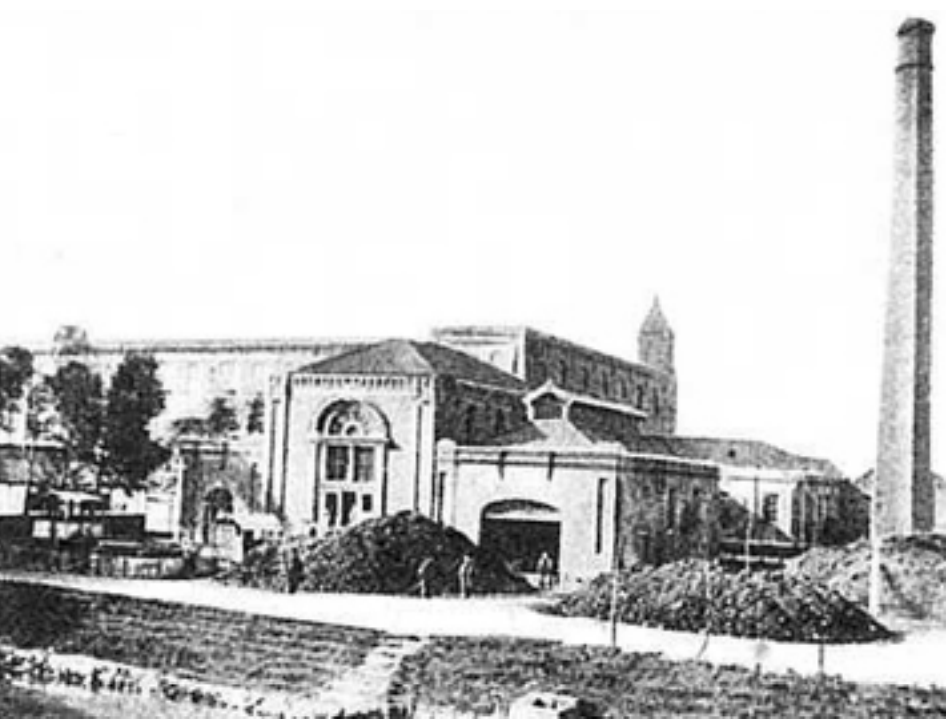
堺工場（泉州紡績当時、1903年以前）。

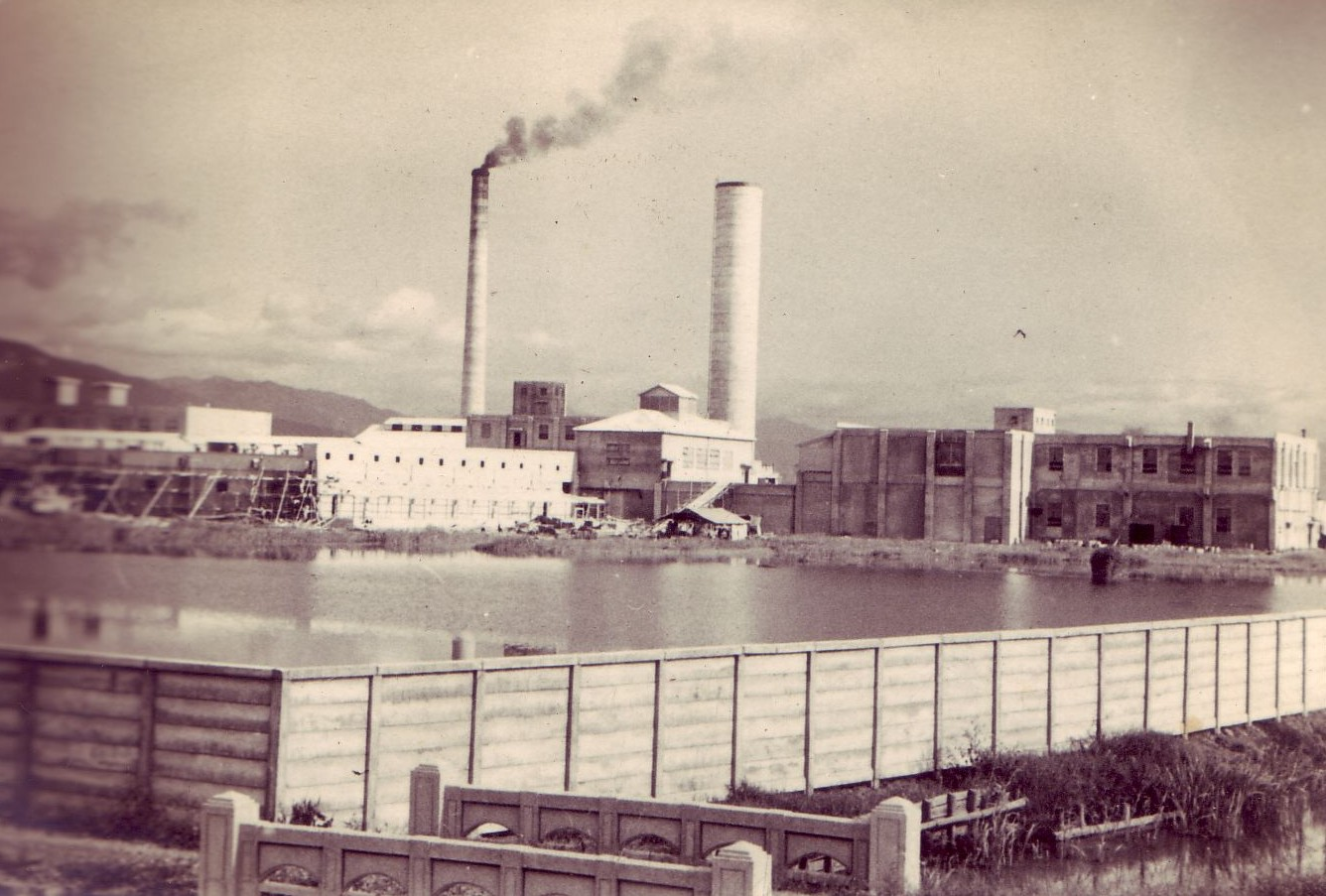
大垣工場（1935年築）。

  - 所在地 : 大阪府大阪市東区北久太郎町3丁目38番地 寺田ビルヂング[13]
    - 現在の同府同市中央区久太郎町2丁目5番31号 寺田ビルディング本町寺田ビル[15]

北緯34度40分53秒 東経135度30分16秒 / 北緯34.68139度 東経135.50444度
- 岸和田第二工場（野村工場）
  - 所在地 : 大阪府岸和田市下野町
  - 工場長代理 : 田島嶽三郎（1941年）[24]
- 堺分工場 （1903年買収 - 1933年閉鎖、1939年売却[2]）
  - 所在地 : 大阪府堺市戎島
    - 現在の同府同市堺区戎島町1丁、府営堺戎島住宅

北緯34度35分0秒 東経135度28分21秒 / 北緯34.58333度 東経135.47250度
- 春木工場
  - 所在地 : 大阪府泉南郡春木町大字春木
    - 現在の大阪府岸和田市松風町10番地65号、岸和田市立春木中学校

北緯34度29分3秒 東経135度23分6秒 / 北緯34.48417度 東経135.38500度
  - 工場長 : 刈谷三郎（1941年）[24]
- 津工場
  - 所在地 : 三重県津市上浜町[2]
    - 現在の同県同市上浜町4丁目27番地、のちのオーミケンシ津工場[25]、現況は大規模住宅地

北緯34度44分36秒 東経136度30分38秒 / 北緯34.74333度 東経136.51056度
  - 工場長代理 : 新屋栄（1941年）[24]
- 大垣工場
  - 所在地 : 岐阜県大垣市青柳町[2]
    - 現在の同県同市本今町1700番地、神鋼造機本社工場

北緯35度20分24秒 東経136度36分5秒 / 北緯35.34000度 東経136.60139度
  - 工場長 : 山鹿喜一（1941年）[24]
- 天津工場
  - 所在地 : 中華民国天津市[2]
    - 現在の中華人民共和国天津市、同工場はのちの大日本紡績天津大康紗廠

  - 工場次長 : 今吉築朗（1941年）[24]

## データ
- 所在地（本社・工場） : 大阪府岸和田市北町935番地
  - 現在の同府同市北町18番、コープ岸和田

北緯34度27分58秒 東経135度22分22秒 / 北緯34.46611度 東経135.37278度
- 代表 : 
  1. 寺田甚与茂 （1894年 - 1931年）
  2. 寺田甚吉 （1931年 - 1938年）
  3. 山田宗三 （1938年 - 1941年）
  4. 寺田栄吉 （1940年 - 1941年）
- 主要役員（1941年7月25日） : 
  - 取締役会長 : 寺田甚吉[24]
  - 取締役社長 : 寺田栄吉[24]
  - 専務取締役 : 藤岡長和[24]
  - 相談役 : 山田宗三